# Lagoa Oebaba
Der Lagoa Oebaba ist ein osttimoresischer See im Grenzgebiet zwischen den Sucos Leolima (Verwaltungsamt Hato-Udo, Gemeinde Ainaro) und Raimea (Verwaltungsamt Zumalai, Gemeinde Cova Lima). Der See liegt nah der Küste Timors, an der Timorsee, in die das Wasser des Lagoa Oebaba abfließt. Durchquert wird der See von einem Seitenarm des Beluliks. Außerhalb der Regenzeit kann der See trockenfallen.